# Łużna
Łużna è un comune rurale polacco del distretto di Gorlice, nel voivodato della Piccola Polonia.
Ricopre una superficie di 56,24 km² e nel 2004 contava 8 153 abitanti.
Dal 2008 è gemellato con il comune italiano di Massarosa, in provincia di Lucca.